# Tariq Al-Muwallid
Tariq Al-Muwallid (in arabo طارق المولد‎?; Gedda, 20 luglio 1980) è un ex calciatore saudita, difensore.

## Carriera

### Club
Ha giocato per tutta la carriera nel campionato saudita.

### Nazionale
Con la maglia della Nazionale ha preso parte alla Coppa d'Asia 2000, giungendo secondo.